# سوق (اقتصاد)
السوق هو التقاء وجهات النظر بين البائع والمشتري، وينقسم السوق إلى ثلاث أنواع من الأسواق الكبيرة: السوق التجاري، والسوق الافتراضي والأسواق في عالم الاقتصاد وهي بذاتها تتفرع إلى أسواق متفرعة أخرى، ومن حيث الوجهة والمفهوم الاقتصادي، يعني السوق أية تجمع لمجموعة من الناس تربطهم علاقة بسلعة معينة واي مكان تتسم فيه مبادلة على نطاق تجاري.
وفي المفهوم الاقتصادي يذكر أن السوق: «هو نقطة البداية الطبيعية لأي نشاط اقتصادي، وقد يعبر السوق عن المكان أو الوقت الذي يلتقي فيه اليائع بالمشتري».

## كيف تصنيف الأسواق؟
يمكن تصنيف الأسواق وفقاً لعدة أسس، منها:
1. المكان: حيث يسمى السوق باسم المكان الذي يوجد فيه سواءً كان حياً أو مدينة أوغيره.
2. الزمان: كأن يطلق على السوق اسم يوم من أيام الأسبوع، أو شهر، أو فترة من فترات اليوم، مثلاً : سوق الثلاثاء أو الجمعة، سوق الفجر، سوق رمضان.. الخ.
3. نوعية المنتجات أو الخدمات: وتكون عادة للأسواق ذات مبيعات الجملة، فيطلق عليها اسم السلع التي تباع فيها، مثلاً: سوق الكبيوتر، سوق الموبايل، سوق السمك، .. الخ.
4. موضوع التبادل: أحياناً يكون بالسلع، وأحياناً يكون بالخدمات.[2]

## التاريخ
طالما ارتبط السوق والتجار بالأوضاع السياسية في البلاد نظرا لأهمية التجارة في الاقتصاد.

## السوق التجاري

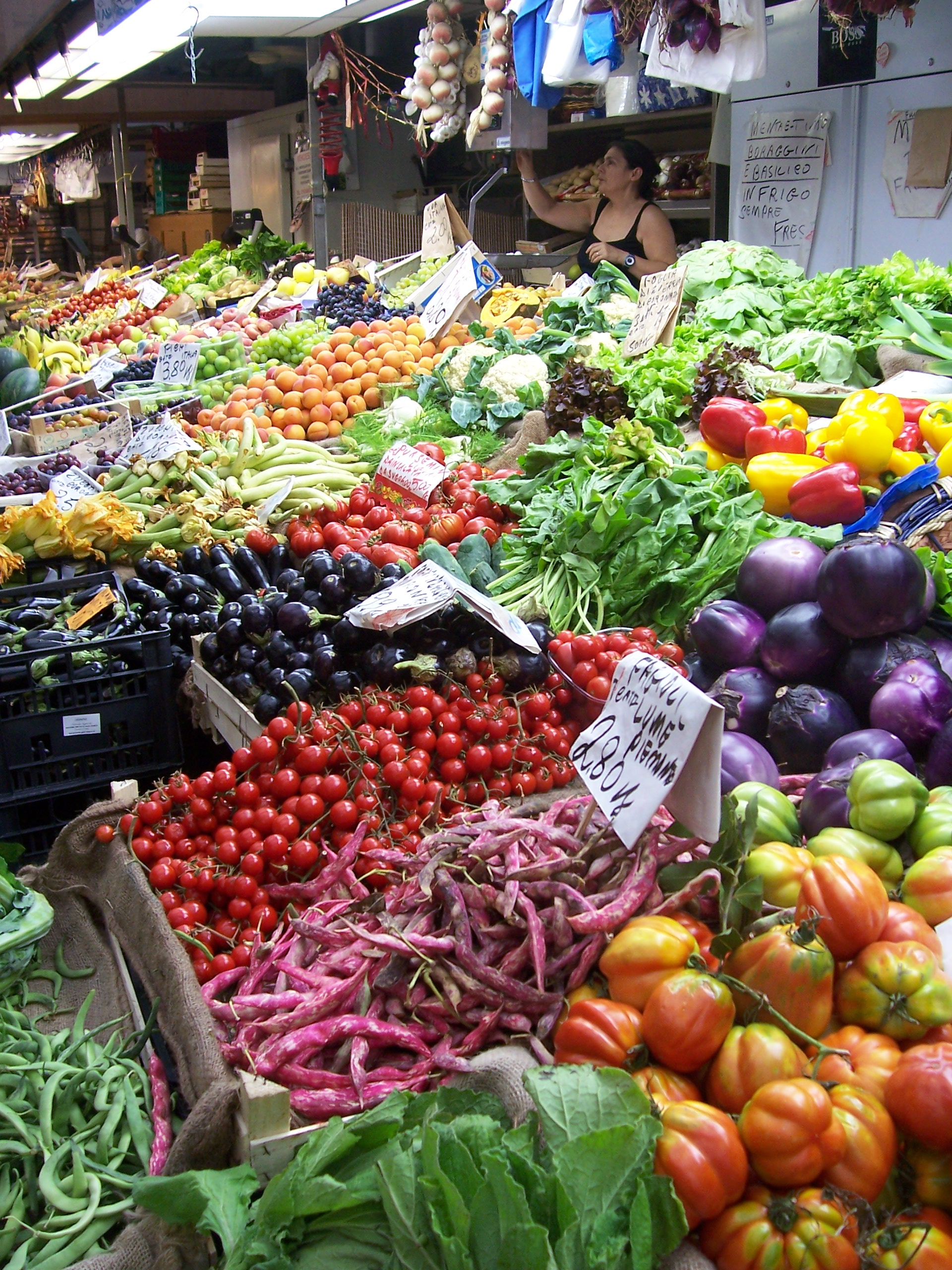
سوق الفواكه في جنوة

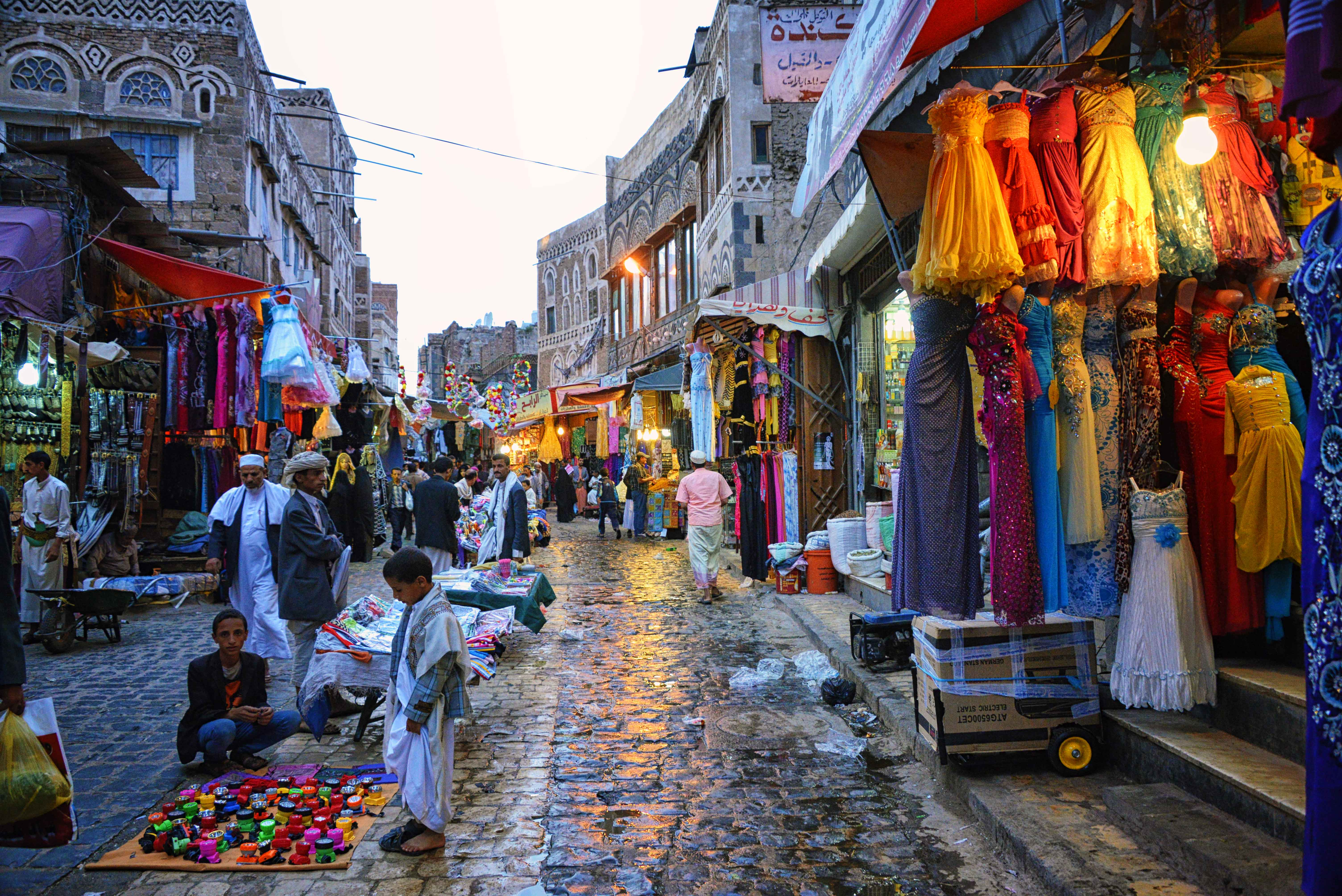
سوق في صنعاء القديمة

السوق التجاري تعرض فيه السلع بمختلف أنواعها من غذاء وملابس وحاجيات يومية، يتفرع بذاته إلى أسواق عديدة أبرزها السوق المتنوع، سوق الخضروات، سوق الأسماك.

### السوق المتنوع

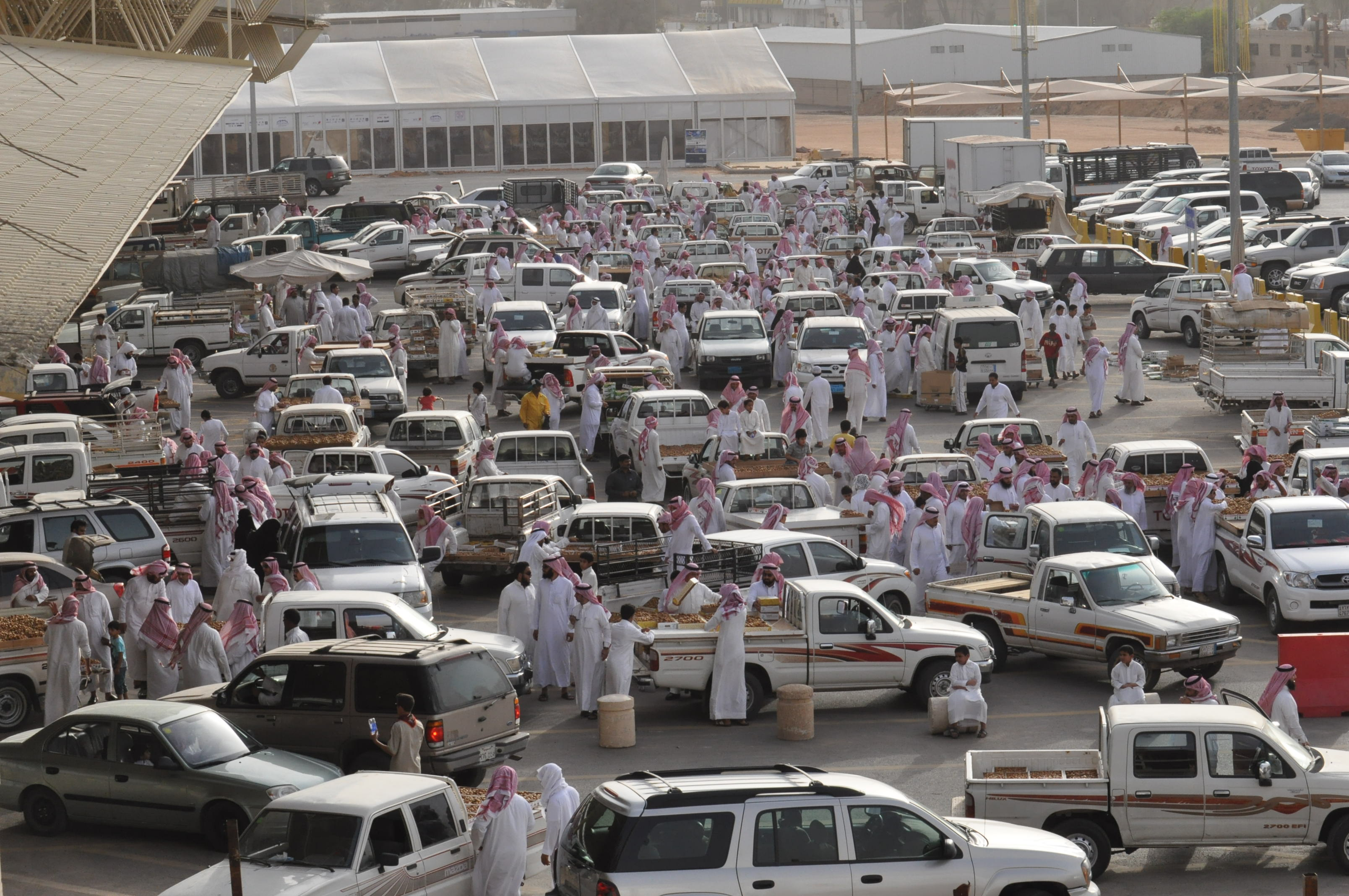
سوق التمور في بريدة

السوق المتنوع نجد فيه تقريبا كل شيء من لباس وغذاء وحاجيات يومية وأجهزة إلكترونية ويكون غالبا سوق المدينة الكبير أو في شكل مجمع تجاري كبير، ويكون غالبا مفتوح كامل الأسبوع

### سوق الكتب

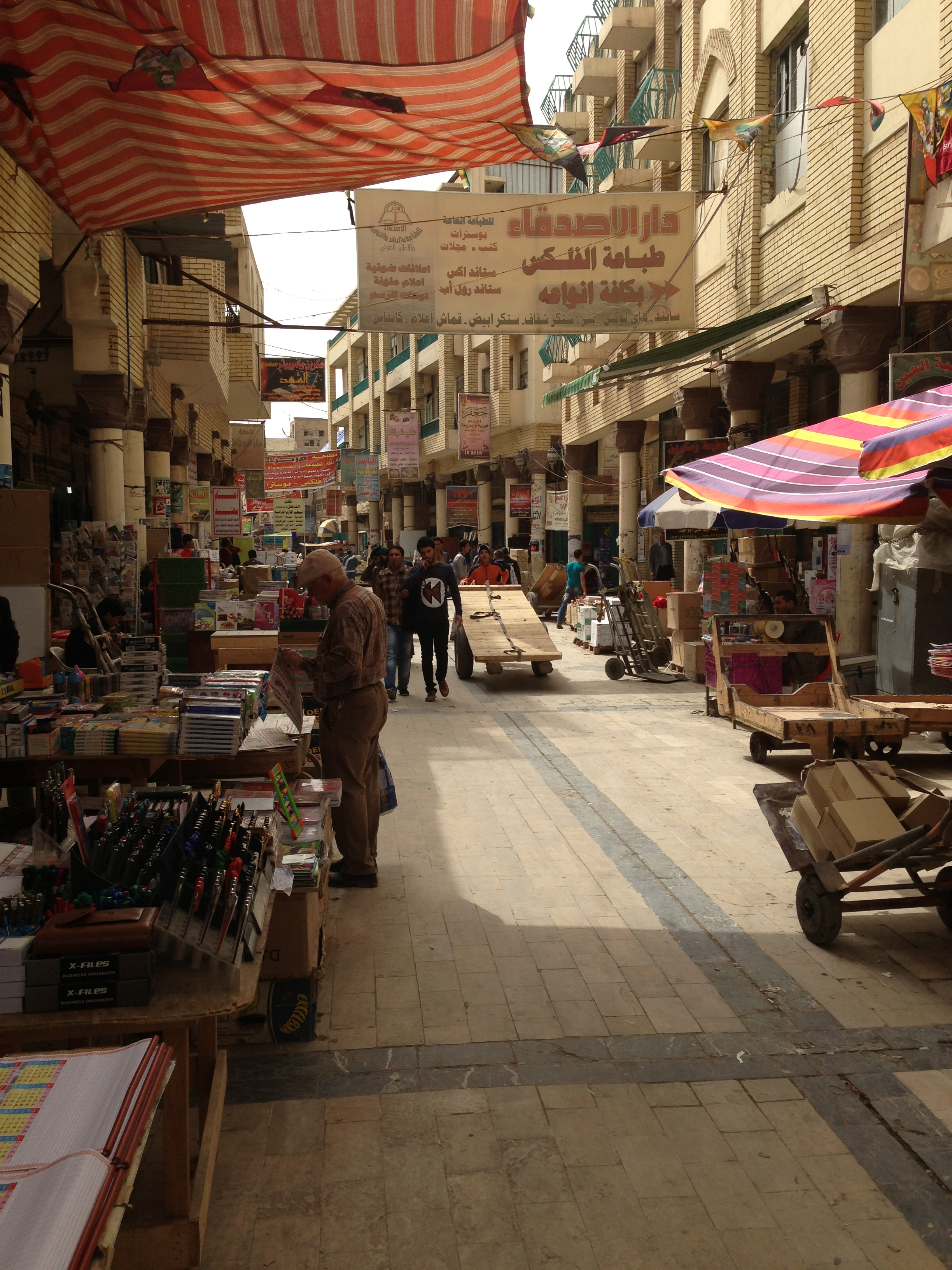
سوق الكتب والقرطاسية في شارع المتنبي في بغداد

وهو سوق تباع فيه الكتب والمجلات ويوجد منه سوقا في شارع المتنبي في وسط العاصمة العراقية بغداد بالقرب من شارع الرشيد. ويعتبر شارع المتنبي هو السوق الثقافي لأهالي بغداد حيث تزدهر فيه تجارة بيع وشراء الكتب بمختلف أنواعها ومجالاتها وينشط عادة هذا سوق في يوم الجمعة. ويوجد فيه مطبعة تعود إلى القرن التاسع عشر. كما يحتوي على عدد من المكتبات التي تضم كتباً ومخطوطات نادرة إضافة إلى بعض المباني البغدادية القديمة. وهو يشبه سوق سور الأزبكية في مصر.

### سوق الخضروات

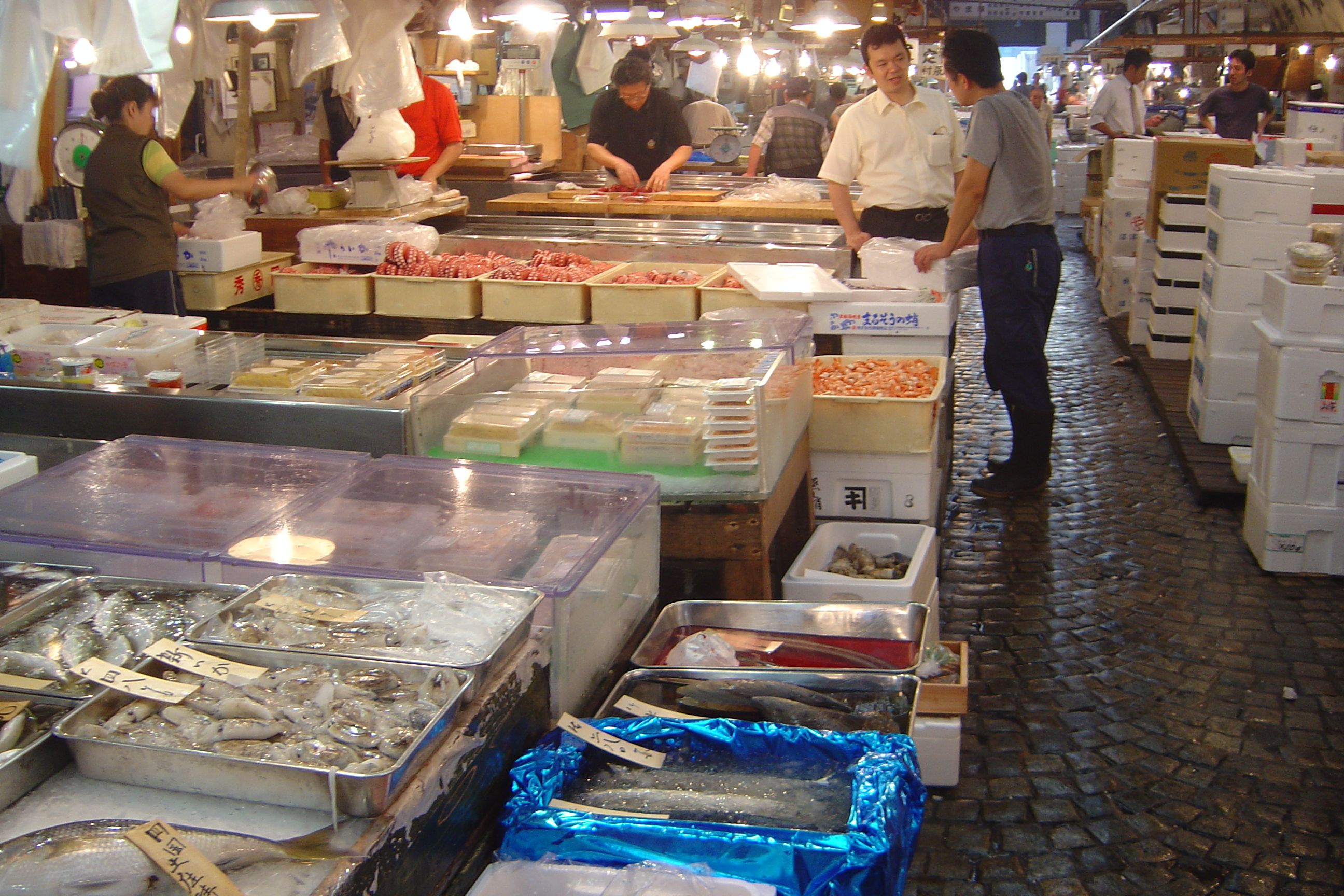
سوق الأسماك في طوكيو

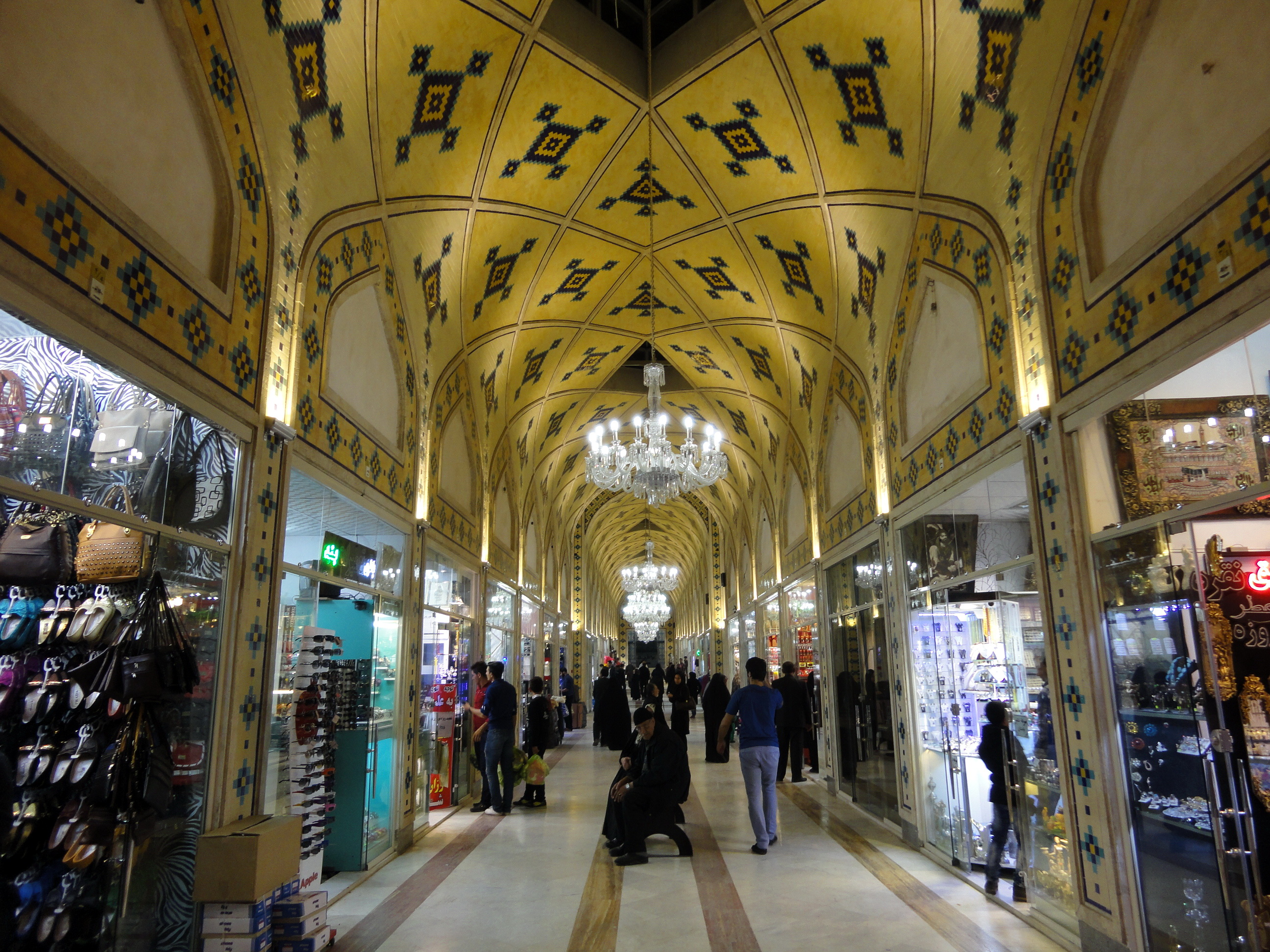
بازار أو سوق في مدينة مشهد في إيران

سوق الخضروات نجد فيه كل الخضروات والغلال بمختلف أنواعها وأشكالها، وينتصب السوق غالبا أسبوعيا أو كل شهر

### سوق الأسماك
سوق الأسماك تتجمع فيه أنواع الأسماك المختلفة التي تأتي من أماكن عديدة، ونجد فيه أيضا غلال البحر.

### سوق الملابس
سوق الملابس هو الذي تباع فيه العديد من الملابس بأحجامها المختلفة، ويكون في شكل سلسلة من المحلات التجارية أو تكون منصوبة على قارعة الطريق.

### أسواق أخرى
- سوق الصفافير.
- سوق السيارات.
- سوق الأجهزة الإلكترونية.
- سوق الحيوانات.
- سوق الخرفان.
- سوق الغزل.
- سوق السراي.

## السوق الافتراضي

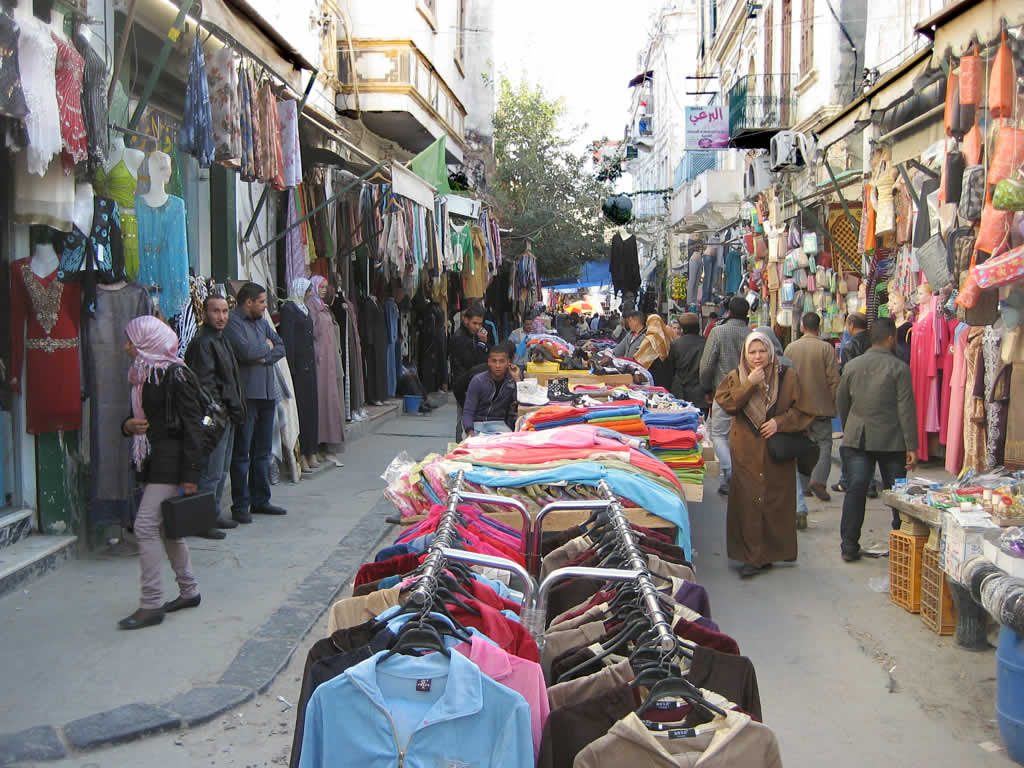
سوق في طرابلس ليبيا

السوق الافتراضي هو سوق على شبكة الإنترنت يمكن للجميع الدخول إليه وبيع منتجاتهم وعرضها للزبائن أو التسوق ومطالعة الجديد في المتاجر العالمية والمحلية ومعرفة آخر المعروضات. ومن أشهر مواقع السوق الافتراضي العالمي موقع إي باي وموقع أمازون الأمريكيان وموقع علي بابا الصيني.
والسوق الافتراضي هي عبارة عن مواقع في شبكة الانترنيت تضم أسواق تعرض صور البضائع ومميزاتها وأسعارها على شبكة الإنترنت.

## الأسواق في عالم الاقتصاد
هناك نوعان من الأسواق في عالم الاقتصاد، وهم سوق الأوراق المالية وسوق العملات
فسوق الأوراق المالية هو السوق المسؤول عن ترتيب المدفوعات الناجمة عن المتاجرة بالأوراق المالية واكمال عملية المتاجرة، ويتم ذلك عادة بواسطة الأسهم.
أما سوق العملات فيدعى أيضا سوق الفوركس، وهو أكبر سوق مالي في العالم، وهو يقوم على أساس التداول في العملات العالمية المختلفة، ويتم به تداول أكثر من 3 ترليون دولار يوميا.

## معرض صور

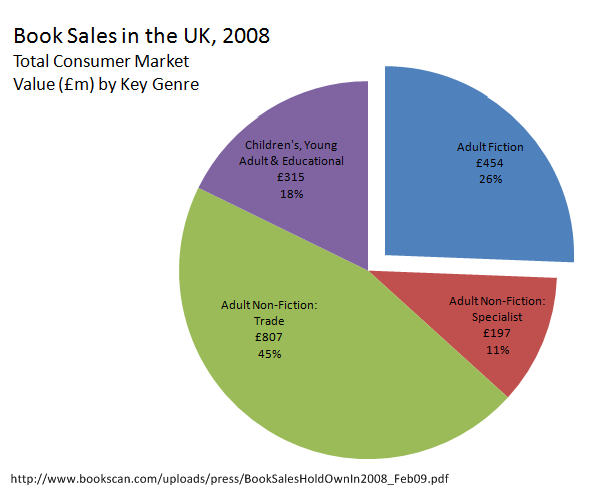
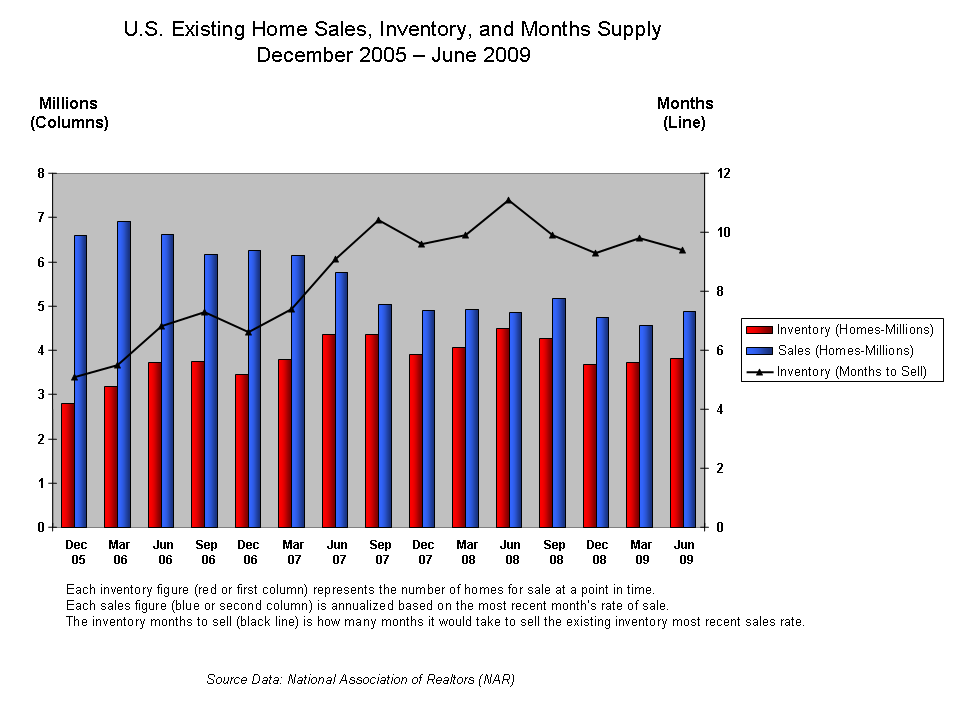
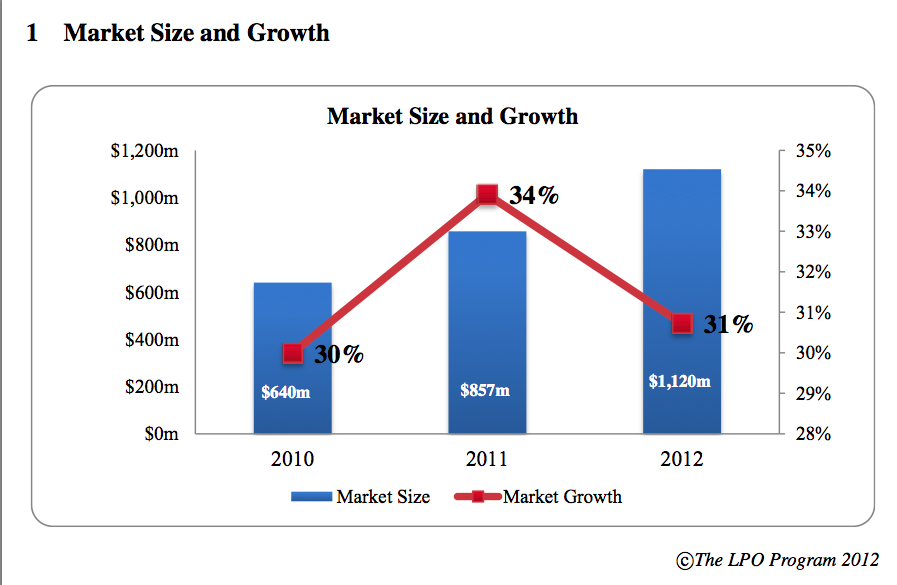